# Ernesto Restrepo Tirado
Ernesto Restrepo Tirado (* 27. August 1862 in Medellín; † 24. Oktober 1948 in Bogotá) war ein kolumbianischer Historiker und Ethnologe.
In den 1910er Jahren war Restrepo Tirado Direktor des Kolumbianischen Nationalmuseums.
Sein meistzitiertes Werk ist Historia de la provincia de Santa Marta („Geschichte der Provinz von Santa Marta“).